# Liste von Seen in Deutschland/V
| Name               | Stadt/Landkreis  | Land                   | Fläche in km² |
| ------------------ | ---------------- | ---------------------- | ------------- |
| Vechtesee          | Nordhorn         | Niedersachsen          | 0,22          |
| Venekotensee       | Niederkrüchten   | Nordrhein-Westfalen    |               |
| Verler See         | Verl             | Nordrhein-Westfalen    | 0,084         |
| Versesee           | Lüdenscheid      | Nordrhein-Westfalen    | 1,83          |
| Vielbecker See     | Grevesmühlen     | Mecklenburg-Vorpommern |               |
| Vietower See       | Sanitz           | Mecklenburg-Vorpommern |               |
| Villesee           | Erftstadt, Hürth | Nordrhein-Westfalen    |               |
| Vilstalsee         | Marklkofen       | Bayern                 | 0,98          |
| Vilzsee            | Mirow            | Mecklenburg-Vorpommern | 2,2           |
| Visselseen         | Visselhövede     | Niedersachsen          |               |
| Vogelvennteich     | Haltern am See   | Nordrhein-Westfalen    |               |
| Vogelstangsee      | Mannheim         | Baden-Württemberg      | knapp 0,1     |
| Vogtlandsee        | Vogtlandkreis    | Sachsen                | 0,06          |
| Vorbecker See      | Gneven           | Mecklenburg-Vorpommern |               |
| Vorderer Kargowsee | Jabel            | Mecklenburg-Vorpommern |               |